# 宝山遗址 (辽源)
宝山遗址，位于中国吉林省东丰县大阳镇宝山村，为一个省级文物保护单位，类型为古遗址，公布时间为2007年5月31日。该文物保护单位由东丰县文物管理所管理。
宝山遗址的历史年代为青铜时代。